# Asthenes pudibunda
Az Asthenes pudibunda a madarak (Aves) osztályának verébalakúak (Passeriformes) rendjébe és a fazekasmadár-félék (Furnariidae) családjába tartozó faj.

## Rendszerezése
A fajt Philip Lutley Sclater angol ügyvéd és zoológus írta le 1874-ben, a Synallaxis nembe Synallaxis pudibunda néven.

## Alfajai
- Asthenes pudibunda grisior Koepcke, 1961
- Asthenes pudibunda neglecta (Cory, 1916)
- Asthenes pudibunda pudibunda (P. L. Sclater, 1874)[2]

## Előfordulása
Dél-Amerikában, az Andokban, Chile és Peru területen honos. Természetes élőhelyei a szubtrópusi és trópusi hegyi esőerdők és magaslati cserjések. Állandó nem vonuló faj.

## Megjelenése
Testhossza 17 centiméter, testtömege 13–17 gramm.

## Életmódja
Magányosan, vagy párban ízeltlábúakkal táplálkozik.

## Természetvédelmi helyzete
Az elterjedési területe nagyon nagy, egyedszáma ugyan csökken, de még nem éri el a kritikus szintet. A Természetvédelmi Világszövetség Vörös listáján nem fenyegetett fajként szerepel.